# Центральні держави

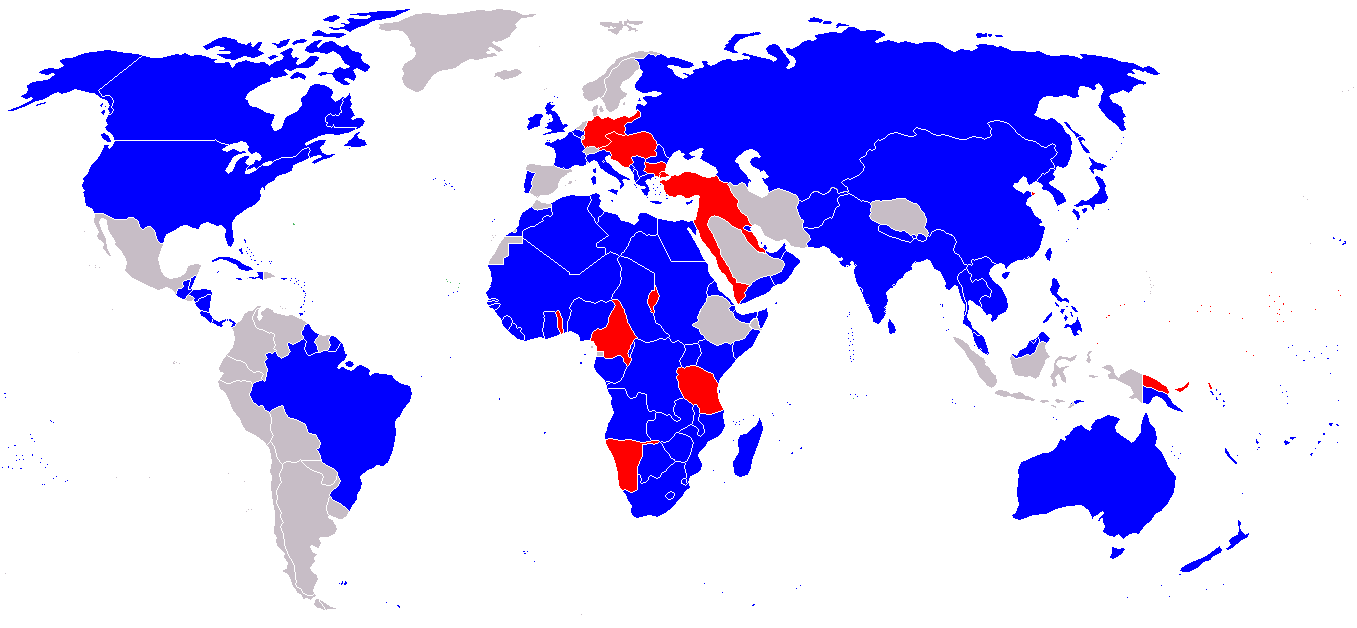
Розклад сил у Першій світовій війні. Центральні держави позначені червоним кольором.

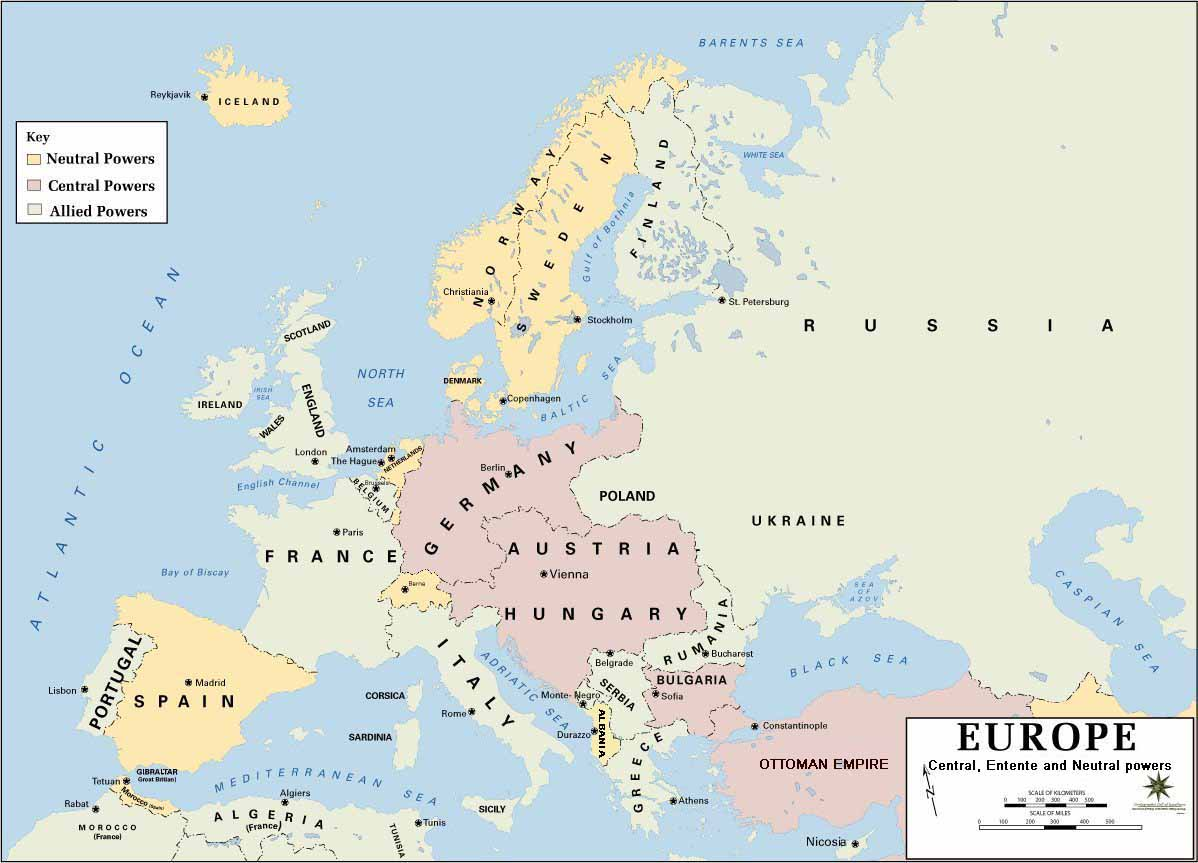
Європа у 1914 р. Центральні держави позначені рожевим кольором.

Центра́льні держа́ви (нім. Mittelmächte, угор. Központi hatalmak, осман. اتفاق دولتري, трансліт. İttıfâq Devletleri, Bağlaşma Devletleri, болг. Централни сили) — військово-політичний блок в Європі під час Першої світової війни:
- Австро-Угорщина
- Німецька імперія
- Османська імперія
- Болгарське царство (з 1915)
- Українська Держава

Ці держави боролися проти держав Антанти (Франції, Росії, Великої Британії, Італії та Сполучених Штатів). Ці держави називають центральними, тому що вони всі були розміщені між Росією на сході та Францією і Великою Британією на заході.

## Виникнення блоку
Німеччина і Австро-Угорщина стали союзниками 7 жовтня 1879 р., згодом (20 травня 1882 р.) приєдналась Італія, яка намагалася обмежити альянс захисними цілями (Троїстий союз). На початку війни, Італія відмовилася приєднатися до союзу на тій підставі, що Австрія, а не Сербія оголосили війну, отже війна на думку уряду Італії не була захисною. Пізніше Італія вступила до Першої Світової Війни 23 травня 1915, на стороні Антанти.
Після спалаху Європейської війни в серпні 1914 р. Османська Імперія приєдналася до союзу почавши в кінці жовтня військові дії проти Росії. Це спровокувало проголошення війни Антантою — Росією, Францією і Великою Британією. Болгарія, намагаючись змінити ситуацію після поразки в липні 1913 в війні проти Сербії, Греції, Румунії та Османської Імперії була останньою країною, що вступила в війну проти Антанти, окупуючи Сербію разом із Німеччиною і Австро-Угорщиною в жовтні 1915 року.
Розділені поміж різними військовими блоками, українці брали участь в цій війні, часто воюючи один проти одного. В складі Центральних держав (зокрема, Австро-Угорщини) було декілька українських загонів (див. УСС), які воювали на східному фронті проти Росії.

## Союзники блоку

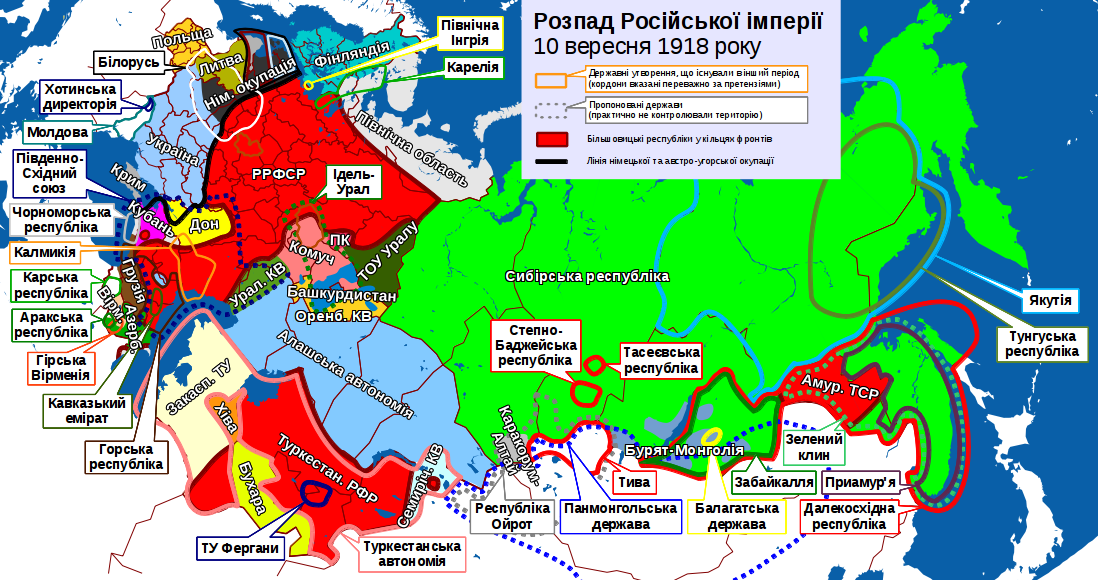
Нові союзники Центральних держав на карті розпаду Російської імперії

Союзниками Центральних держав був рух за незалежність Ірландії, котрий підняв повстання проти британського панування в 1916 році («Великоднє повстання»), а також держави, які виникли на теренах колишньої Російської імперії:
- Польське королівство (з 5 листопада 1916)
- Українська Народна Республіка (з 9 лютого по 29 квітня 1918),  Українська Держава (з 29 квітня 1918)
- Литовська Республіка (з 16 лютого по 11 липня 1918),  Литовське королівство (з 11 липня 1918)
- Герцогство Курляндське і Семігальське (з 8 березня 1918)
- / (з 29 травня 1918) Фінляндська Республіка (з 7 березня по 9 жовтня 1918),  Королівство Фінляндія (з 9 жовтня 1918)
- Республіка Горців Кавказу (з 11 травня 1918)
- Всевелике Військо Донське (з 18 травня 1918)
- / (з 9 листопада 1918) Азербайджанська Демократична Республіка (з 28 травня 1918)
- Об'єднане Балтійське герцогство (з 22 вересня 1918)